# Satraap

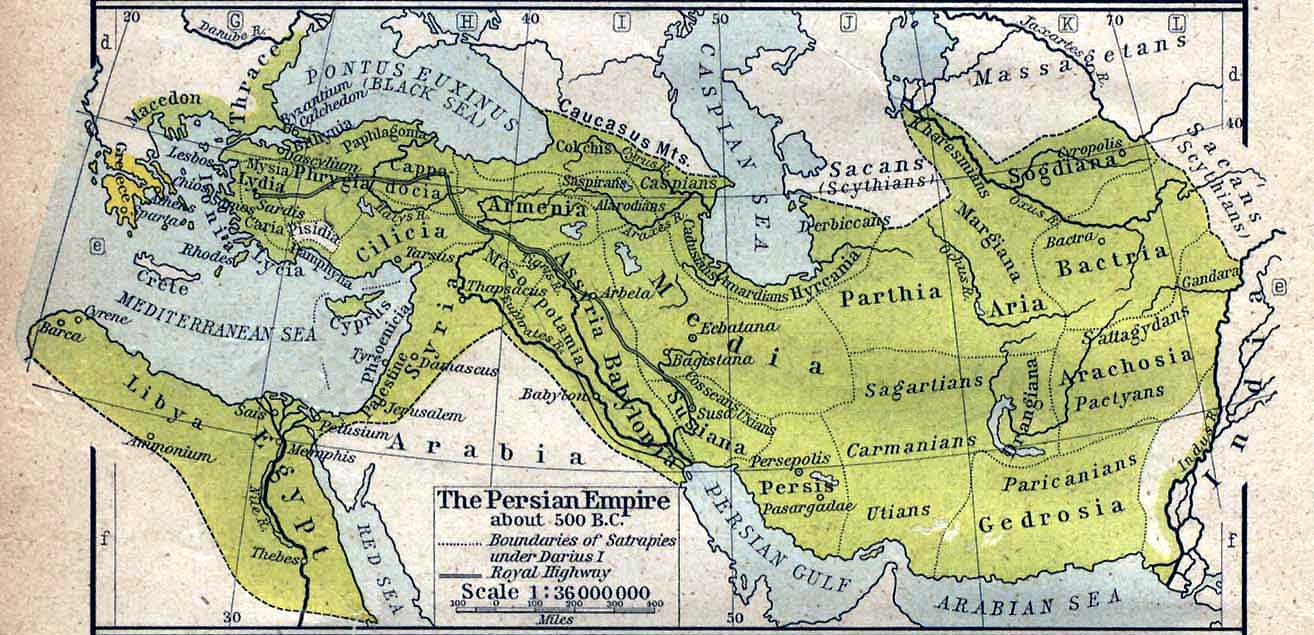
De satrapieën van het Perzische Rijk rond 500 v.Chr.

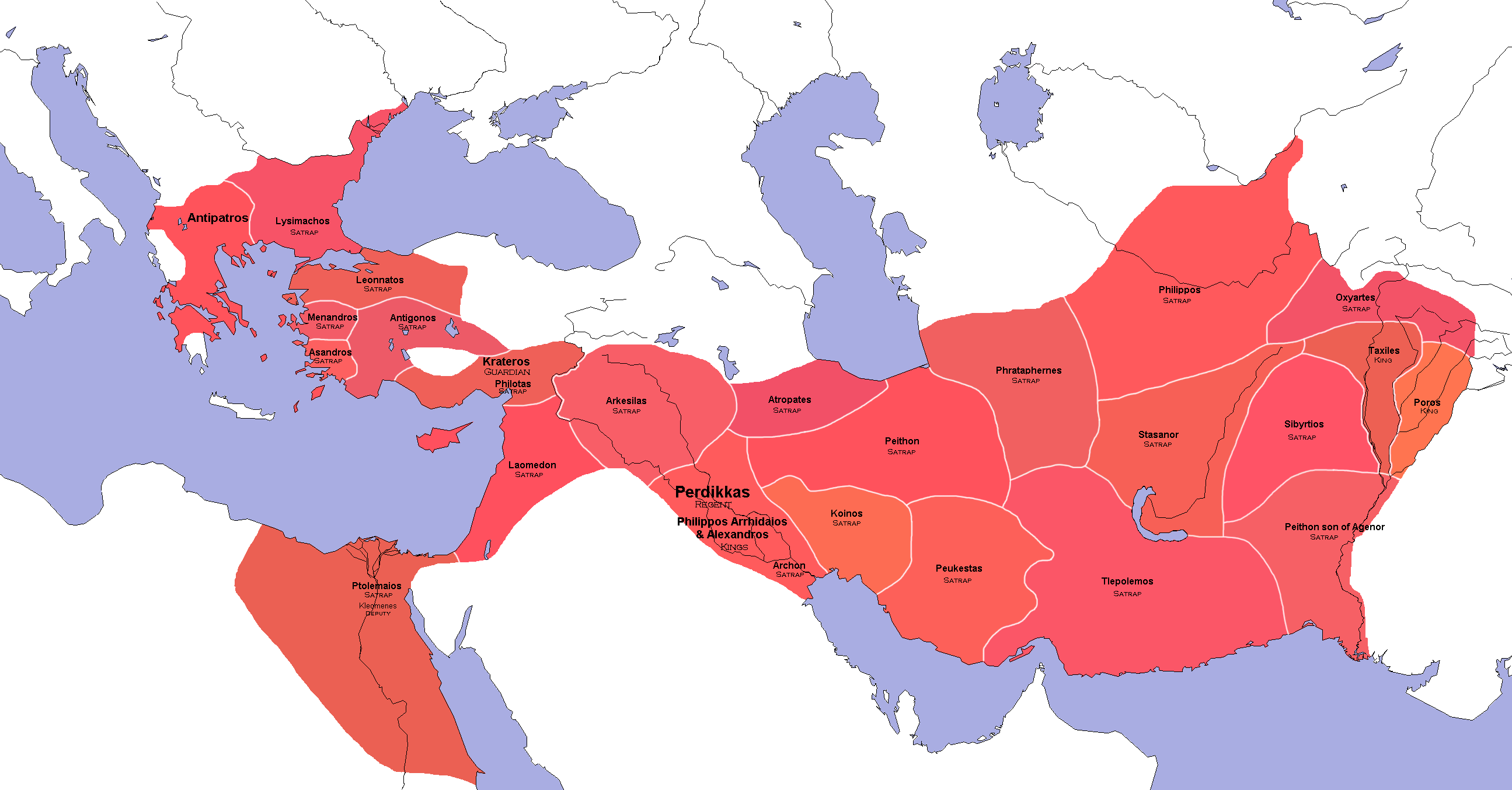
De satrapieën van het Macedonische Rijk bij de rijksdeling van Babylon in 322 v.Chr.

Een satraap was de gouverneur van een satrapie. Deze bestuursvorm ontstond in het Perzische Rijk onder de Achaemeniden, maar werd ook later nog toegepast, zoals onder de Sassaniden, en in andere rijken zoals de Helleense na Alexander de Grote.
Volgens Herodotus, de voornaamste bron voor de Perzische provincies, deelde koning Darius I zijn rijk op in 22 provincies, met elk een vertrouweling aan het hoofd. De satrapen moesten elk jaar tribuut brengen (belasting betalen) aan de Perzische koning.
Omdat een satraap betrekkelijk vrij en autonoom was, kon hij, indien het gezag van de koning zwak was, gebruikmaken van de situatie en vrijwel onafhankelijk fungeren. Hierdoor werd het Perzische Rijk verzwakt. Enkele van deze zelfstandige satrapen waren Maussollos en Mazaios.
Na de verovering van het Perzische Rijk door Alexander de Grote bleef het satrapiestelsel min of meer intact.

## Etymologie
Het woord satraap is afgeleid via het Latijnse satrapes van het Griekse σατράπης, satrápēs. Dit woord is weer afgeleid van het Oud-Iraanse *xšaθra-pā/ă-. In het Oud-Perzisch, de moedertaal van de Achaemeniden, was de term 𐎧𐏁𐏂𐎱𐎠𐎺𐎠, xšaçapāvan, "beschermer van de provincie". De Medische vorm wordt gereconstrueerd als *xšaθrapāwan-. Het is cognaat met het Sanskrietse क्षेत्रपाल, kṣatrapal. De vorm in het Bijbelse Hebreeuws is  אֲחַשְׁדַּרְפָּן, ǎḥāšdārpånas, zoals voorkomt in Ester 3:12.
- Gemeinsame Normdatei: 4294830-7
- Nationale Bibliotheek van Tsjechië: ph351296